# Amerikaans voetballer van het jaar
De Amerikaans voetballer van het jaar (Engels: U.S. Soccer Athlete of the Year) is een voetbaltrofee die in de Verenigde Staten jaarlijks uitgereikt wordt aan de beste voetballer met de Amerikaanse nationaliteit. De trofee wordt gesponsord door Chevrolet en wordt uitgereikt aan de beste mannelijke en vrouwelijke voetballer van het jaar.

## Mannelijke voetballer van het jaar
| Jaar | Winnaar               | Club                         |
| ---- | --------------------- | ---------------------------- |
| 2022 | Tyler Adams           | RB Leipzig / Leeds United FC |
| 2021 | Christian Pulisic (3) | Chelsea FC                   |
| 2020 | Weston McKennie       | FC Schalke 04 / Juventus FC  |
| 2019 | Christian Pulisic (2) | Chelsea FC                   |
| 2018 | Zack Steffen          | Columbus Crew SC             |
| 2017 | Christian Pulisic     | Borussia Dortmund            |
| 2016 | Jozy Altidore (2)     | Toronto FC                   |
| 2015 | Michael Bradley       | Toronto FC                   |
| 2014 | Tim Howard (2)        | Everton                      |
| 2013 | Jozy Altidore         | Sunderland                   |
| 2012 | Clint Dempsey (3)     | Tottenham Hotspur            |
| 2011 | Clint Dempsey (2)     | Fulham FC                    |
| 2010 | Landon Donovan (4)    | Los Angeles Galaxy           |
| 2009 | Landon Donovan (3)    | FC Bayern München (huur)     |
| 2008 | Tim Howard            | Everton FC                   |
| 2007 | Clint Dempsey         | Fulham FC                    |
| 2006 | Oguchi Onyewu         | Standard Luik                |
| 2005 | Kasey Keller (3)      | Borussia Mönchengladbach     |
| 2004 | Landon Donovan (2)    | San Jose Earthquakes         |
| 2003 | Landon Donovan        | San Jose Earthquakes         |
| 2002 | Brad Friedel          | Blackburn Rovers FC          |
| 2001 | Earnest Stewart       | NAC Breda                    |
| 2000 | Chris Armas           | Chicago Fire                 |
| 1999 | Kasey Keller (2)      | Rayo Vallecano               |
| 1998 | Cobi Jones            | Los Angeles Galaxy           |
| 1997 | Kasey Keller          | Leicester City FC            |
| 1996 | Eric Wynalda          | San Jose Earthquakes         |
| 1995 | Alexi Lalas           | Calcio Padova                |
| 1994 | Marcelo Balboa (2)    | Club León                    |
| 1993 | Thomas Dooley         | 1. FC Kaiserslautern         |
| 1992 | Marcelo Balboa        | Colorado Foxes               |
| 1991 | Hugo Pérez            | Örgryte IS                   |
| 1990 | Tab Ramos             | UE Figueres                  |
| 1989 | Mike Windischmann     | Los Angeles Lazers           |
| 1988 | Peter Vermes          | New Jersey Eagles            |
| 1987 | Brent Goulet          | Seattle Storm                |
| 1986 | Paul Caligiuri        | San Diego Nomads             |
| 1985 | Perry Van der Beck    | Dallas Sidekicks             |
| 1984 | Rick Davis            | New York Cosmos              |

## Vrouwelijke voetballer van het jaar
| Jaar | Winnaar                | Club                     |
| ---- | ---------------------- | ------------------------ |
| 2019 | Julie Ertz             | Chicago Red Stars        |
| 2018 | Alex Morgan            | Orlando Pride            |
| 2017 | Julie Ertz             | Chicago Red Stars        |
| 2016 | Tobin Heath            | Portland Thorns          |
| 2015 | Carli Lloyd            | Houston Dash             |
| 2014 | Lauren Holiday         | FC Kansas City           |
| 2013 | Abby Wambach           | Western New York Flash   |
| 2012 | Alex Morgan            | Seattle Sounders         |
| 2011 | Abby Wambach           | Washington Freedom       |
| 2010 | Abby Wambach           | Washington Freedom       |
| 2009 | Hope Solo              | Saint Louis Athletica    |
| 2008 | Carli Lloyd            | Chicago Red Stars        |
| 2007 | Abby Wambach           | Washington Freedom       |
| 2006 | Kristine Lilly         | KIF Örebro DFF           |
| 2005 | Kristine Lilly         | KIF Örebro DFF           |
| 2004 | Abby Wambach           | Washington Freedom       |
| 2003 | Abby Wambach           | Washington Freedom       |
| 2002 | Shannon MacMillan      | San Diego Spirit         |
| 2001 | Tiffeny Milbrett       | New York Power           |
| 2000 | Tiffeny Milbrett       | New York Power           |
| 1999 | Michelle Akers         | Amerikaans voetbalelftal |
| 1998 | Mia Hamm               | Amerikaans voetbalelftal |
| 1997 | Mia Hamm               | Amerikaans voetbalelftal |
| 1996 | Mia Hamm               | Amerikaans voetbalelftal |
| 1995 | Mia Hamm               | Amerikaans voetbalelftal |
| 1994 | Mia Hamm               | North Carolina Tar Heels |
| 1993 | Kristine Lilly         | Tyresö FF                |
| 1992 | Carin Jennings-Gabarra | Amerikaans voetbalelftal |
| 1991 | Michelle Akers         | Amerikaans voetbalelftal |
| 1990 | Michelle Akers         | Amerikaans voetbalelftal |
| 1989 | April Heinrichs        | Amerikaans voetbalelftal |
| 1988 | Joy Fawcett            | Ajax America Women       |
| 1987 | Carin Jennings-Gabarra | Amerikaans voetbalelftal |
| 1986 | April Heinrichs        | Amerikaans voetbalelftal |
| 1985 | Sharon Remer           | Amerikaans voetbalelftal |